# ラムルマ
ラムルマ (Ramruma) は、アメリカ合衆国で生まれたイギリスの競走馬。1999年カルティエ賞最優秀3歳牝馬。1999年に英オークス・愛オークス・ヨークシャーオークスを制した。

## 経歴

### 2歳・3歳
1998年9月にデビューした。2歳時はマイル戦を2走したが未勝利で終わった。ヘンリー・セシル調教師はラムルマにマイルは短すぎると判断し、1999年は12ハロン路線へ的を絞ることとした。この路線変更は成功し、牡馬との混合戦を3馬身半差で快勝するとオークストライアルにも優勝。引き続きオークスを3馬身、アイリッシュオークスを7馬身と圧勝し、ヨークシャーオークスでもエラアシーナを退けて5連勝を挙げ、ユーザーフレンドリー以来史上3頭目となる英愛オークス・ヨークシャーオークスの3競走制覇を達成した。9月には更なる距離延長を試み、セントレジャーでムタファーウエクの2着と牡馬に混じって健闘している。
1999年は6戦5勝2着1回という成績で、カルティエ賞の最優秀3歳牝馬に選出された。

### 4歳
2000年は5月に始動したが、競走中に筋肉を損傷、春シーズンの予定は白紙となった。
約4ヶ月の療養の後、ラムルマはヨークシャーオークスで復帰した。このレースにはイギリスのオークス馬ラブディバインとアイルランドのオークス馬ペトルーシュカも参戦しており、3頭の優れた牝馬が顔を揃える "races of the season" として注目された。結果はペトルーシュカ、ラブディバインに続く3着であった。その後はブリーダーズカップへ向けて調整されていたが、確勝と思われたハーヴェストステークスで勝ちを逃すと、陣営は「彼女を以前の状態に戻すことができなかった」として引退を発表した。

### 引退後
繁殖牝馬のヨーロッパ史上最高落札額となる210万ギニーでクールモアスタッドに落札された。産駒には、2010年アイリッシュセントレジャー3着のフライングクロス(Flying Cross)などがいる。

### 年別競走成績
- 1998年（2戦0勝）
- 1999年（6戦5勝）
  - 1着 - オークス、アイリッシュオークス、ヨークシャーオークス
  - 2着 - セントレジャーステークス
- 2000年（3戦0勝）

## 血統表
| ラムルマの血統（ネイティヴダンサー系 / アウトクロス） | ラムルマの血統（ネイティヴダンサー系 / アウトクロス） | ラムルマの血統（ネイティヴダンサー系 / アウトクロス） | （血統表の出典）  | （血統表の出典） |
| 父 Diesis 1980 栗毛                                   | 父の父Sharpen Up 1969 栗毛                            | *エタン                                               | Native Dancer     | Native Dancer    |
| 父 Diesis 1980 栗毛                                   | 父の父Sharpen Up 1969 栗毛                            | *エタン                                               | Mixed Marriage    |                  |
| 父 Diesis 1980 栗毛                                   | 父の父Sharpen Up 1969 栗毛                            | Rocchetta                                             | Rockefella        | Rockefella       |
| 父 Diesis 1980 栗毛                                   | 父の父Sharpen Up 1969 栗毛                            | Rocchetta                                             | Chambiges         |                  |
| 父 Diesis 1980 栗毛                                   | 父の母Doubly Sure 1971 鹿毛                           | Reliance                                              | Tantieme          | Tantieme         |
| 父 Diesis 1980 栗毛                                   | 父の母Doubly Sure 1971 鹿毛                           | Reliance                                              | Relance           |                  |
| 父 Diesis 1980 栗毛                                   | 父の母Doubly Sure 1971 鹿毛                           | Soft Angels                                           | Crepello          | Crepello         |
| 父 Diesis 1980 栗毛                                   | 父の母Doubly Sure 1971 鹿毛                           | Soft Angels                                           | Sweet Angel       |                  |
| 母 Princess of Man 1975 栗毛                          | 母の父Green God 1968 栗毛                             | Red God                                               | Nasrullah         | Nasrullah        |
| 母 Princess of Man 1975 栗毛                          | 母の父Green God 1968 栗毛                             | Red God                                               | Spring Run        |                  |
| 母 Princess of Man 1975 栗毛                          | 母の父Green God 1968 栗毛                             | Thetis                                                | *ガーサント       | *ガーサント      |
| 母 Princess of Man 1975 栗毛                          | 母の父Green God 1968 栗毛                             | Thetis                                                | Three Rock        |                  |
| 母 Princess of Man 1975 栗毛                          | 母の母White Legs 1957 栗毛                            | Preciptic                                             | Precipitation     | Precipitation    |
| 母 Princess of Man 1975 栗毛                          | 母の母White Legs 1957 栗毛                            | Preciptic                                             | Artistic          |                  |
| 母 Princess of Man 1975 栗毛                          | 母の母White Legs 1957 栗毛                            | Caspian Sea                                           | Tehran            | Tehran           |
| 母 Princess of Man 1975 栗毛                          | 母の母White Legs 1957 栗毛                            | Caspian Sea                                           | Sea Fret F-No.2-i |                  |